# Serie C (pallanuoto maschile)
La Serie C è la quarta divisione del campionato italiano maschile di pallanuoto, organizzato dalla Federazione Italiana Nuoto (FIN), e la maggiore divisione a livello regionale.

## Formula
Le squadre iscritte vengono suddivise in gironi su base regionale, ognuno dei quali deve avere un numero minimo di quattro partecipanti. I vari Comitati Regionali stabiliscono la composizione dei gironi, concordandola con il settore pallanuoto della FIN nel caso in cui non si raggiunga il numero minimo.  Ogni Comitato Regionale stabilisce autonomamente le modalità di svolgimento del proprio girone di competenza. Le promozioni al Campionato di  Serie B edizione 2022-2023 sono complessivamente di otto Società. Le retrocessioni al Campionato di Promozione edizione 2022-2023 sono complessivamente di otto Società. ==

## Stagioni (dal 2014 al 2020)

### Stagione 2014-2015
Al campionato 2014-2015 si sono iscritte 77 società, divise in otto gironi. La prima classificata di ciascuno dei primi sette raggruppamenti è stata promossa in Serie B; nel girone 7 si sono svolti i Play Off promozione, mentre nel girone 8 si è disputato uno spareggio tra le vincitrici dei due sottogruppi di cui era composto.
Girone 1
Lombardia
- Aquatica Torino
- Bocconi Sport Team
- Busto Nuoto Nuoto
- Bissolati Cremona
- Canottieri Milano
- N.C. Monza
- Pallanuoto Treviglio
- S.C. Milano 2
- Metanopoli
- Varese Olona
- Vigevano Nuoto Villa York S.C.
- Vimercate Nuoto

Girone 2
Veneto
- Aquaria
- Fondazione M. Bentegodi
- Nuoto UISP S. Cabassi
- Pol. Comunale Riccione
- Pol. Coop Cons.
- Pol. Mondo Sport
- Reggiana Nuoto
- R.N. Verona
- Tergeste Pallanuoto
- U.P. Persicetana

Girone 3
Marche
- Blugallery Team
- Fermo N e PN
- Gryphus S.C.
- Libertas R.N. Perugia
- Marche Nuoto
- Pallanuoto Pesarese
- Pallanuoto Tolentino
- Team Marche PN Moie

Girone 4
Lazio
- Accademia di Salvamento
- Antares Nuoto Latina
- Campus Roma
- Circolo Casetta Bianca
- Ede Nuoto
- Hydra Pallanuoto
- Libertas Magnolie Nuoto
- Star Light
- Tyrsenia S.C.
- Villa Aurelia S.C.
- Villa York S.C.
- Zero9

Girone 5
Campania
- Cavasports
- Circolo Villani
- Nuoto 2000 Napoli
- Pallanuoto Salerno
- Pol. Oasi Salerno
- Pomigliano S.C.
- Swim Academy
- Volturno S.C.

Girone 6
Puglia
- Bio-Sport Conversano
- Dharmha Casamassima
- Fimco Sport
- Lamezia Shark
- Meridiana Nuoto Taranto
- R.N. L. Auditore
- R.N. Taranto 1996
- Sport Project

Girone 7
Sicilia
- augusta pallanuoto
- C.U.S. Palermo
- Etna Waterpolo
- Pol. Acese
- Pol. Pozzillo
- Pol. Waterpolo Palermo
- R.N. Palermo 89
- R.N. Terrasini
- Waterpolo Catania
- Waterpolo Guinnes

Girone 8/a
Toscana
- Acquasport Firenze
- Acquatica
- Argentario Nuoto
- Azzurra Nuoto Prato
- Etruria Nuoto
- U.S. L. Locatelli

Girone 8/b
Sardegna
- Esperia Cagliari
- Nuotomania Cagliari
- Promosport Cagliari

### Stagione 2015-2016
Le società iscritte al campionato 2015-2016 sono state 73, divise in otto gironi. La prima classificata di ciascuno dei primi sette raggruppamenti è stata promossa in Serie B; nel girone 5 si sono svolti i Play Off promozione, così come nel girone 7, mentre nel girone 8 si è disputato uno spareggio tra le vincitrici dei due sottogruppi di cui era composto.
Girone 1
Lombardia
- Aquatica Torino
- Bocconi Sport Team
- Busto Nuoto Nuoto
- Bissolati Cremona
- Canottieri Milano
- G.A.M. Team
- Pallanuoto Treviglio
- S.C. Milano 2
- Metanopoli
- Sport Time
- U.S. L. Locatelli
- Varese Olona
- Vigevano Nuoto

Girone 2
Veneto
- Bolzano Nuoto
- C.S.S. Verona
- Mestrina Nuoto
- Nuoto Vicenza Libertas
- Pol. Mondo Sport
- R.N. Trieste
- R.N. Verona
- Team Euganeo

Girone 3
Emilia-Romagna
- Azzurra Nuoto Prato
- Etruria Nuoto
- Nuoto Viareggio
- Pol. Comunale Riccione
- Pol. COOP Cons. Nordest
- Reggiana Nuoto
- R.N. Bologna
- U.P. Persicetana

Girone 4
Marche
- Fermo N e PN
- Gryphus S.C.
- Jesina Pallanuoto
- Pallanuoto Pesarese
- Pallanuoto Tolentino
- Team Marche PN Moie
- Team Osimo Nuoto
- Teate Splashing

Girone 5
Lazio
- Accademia di Salvamento
- Anguillara Nuoto
- Antares Nuoto Latina
- Anzio N e PN
- Argentario Nuoto
- Cemtumcellae
- Circolo Casetta Bianca
- Ede Nuoto
- Libertas Roma Eur PN
- Racing S.C. Nuoto Roma
- Roma Waterpolo
- Villa York S.C.

Girone 6
Puglia
- Bio-Sport Conversano
- Fimco Sport
- Master Valenzano
- Mediterraneo Sport
- Payton Bari
- R.N. L. Auditore
- R.N. Taranto 1996
- Sport Project

Girone 7
Sicilia
- Brizz Nuoto
- C.U.S. Palermo
- Etna Waterpolo
- H2O Aquatic Center
- Pol. Acese
- Pol. Waterpolo Palermo
- R.N. Catania
- R.N. Palermo 89
- Waterpolo Guinnes

Girone 8/a
Campania
- Circolo Villani
- Pallanuoto Salerno
- Pol. Oasi Salerno
- S.C. Nuoto Napoli
- Swim Academy
- Volturno S.C.

Girone 8/b
Sardegna
- Promosport Cagliari

### Stagione 2016-2017
Le società iscritte al campionato 2016-2017 sono state 69, divise in otto gironi. La prima classificata di ciascuno dei primi sette raggruppamenti è stata promossa in Serie B; nel girone 1 si sono svolti i Playoff promozione, così come nel girone 5 e nel girone 7. L'ottava promossa è stata la finalista Play-off del girone 5 che ha vinto lo spareggio contro la prima classificata del girone 8 a tre squadre del comitato regionale Sardegna.
Girone 1
Lombardia
- Bocconi Sport T
- Canottieri Milano
- GAM Team
- Piacenza PN
- PN Busto
- PN Treviglio
- RN Legnano
- Metanopoli
- Spazio Sport Osio
- Vigevano Nuoto

Girone 2
Veneto
- Cabassi Carpi
- Lib. Vicenza N.
- Padovanuoto
- POl. Coop Parma
- Ravenna PN
- Reggiana Nuoto
- R.N. Bologna
- R.N. Verona
- Team Euganeo
- WP Verona

Girone 3
Toscana
- Aquatica Torino
- Azzurra N. Prato
- Castelfiorentino N e PN
- GS Aragno
- Nuoto Livorno
- Safa 2000
- SG Andrea Doria
- U.S. Luca Locatelli

Girone 4
Marche
- Albatros A.P.
- Blu Gallery
- Fermo N e PN
- Jesina PN
- Lib. R.N. Perugia
- PN Pesarese
- PN Tolentino
- Rosetana Nuoto
- T.M. PN Moie

Girone 5
Lazio
- Aquademia
- Anzio N e PN
- Athlon Roma
- Casetta Bianca
- Castelli Romani
- Centumcellae PN
- Ede Nuoto
- Lib. Roma Eur PN
- Racing SC Roma
- Roma Waterpolo
- Villa York SC
- 3T SC

Girone 6
Campania
- Cavasports
- Circolo Villani
- CS Brindisi
- Fimco Sport
- Mediterraneo Taranto
- Pol. Oasi Salerno
- SC Nuoto Napoli
- Sport Eventi
- Sport Project
- Volturno SC

Girone 7
Sicilia
- Brizz Nuoto
- Cus Palermo
- Guiness Catania
- R.N Catania
- R.N. Palermo 89
- SC Erea
- WP Palermo

Girone 8
Sardegna
- Atlantide
- Esperia Cagliari
- Promosport

### Stagione 2017-2018
Le società iscritte al campionato 2017-2018 sono state 75, divise in otto gironi. La prima classificata di ciascuno dei primi sei raggruppamenti è stata promossa in Serie B. Nel girone 4 e nel girone 5 si sono svolti dei play-off per stabilire la seconda classificata dei rispettivi gironi. La settima promossa è stata la vincente di uno spareggio tra le classificate nella 1ª posizione nel girone 7 e nel girone 8. L'ottava promozione ha visto impegnate le squadre classificate nella 2ª posizione nei gironi dall’1 al 6.
Girone 1
Lombardia
- Canottieri Milano
- GAM Team
- Piacenza PN
- PN Treviglio
- RN Legnano
- Metanopoli
- San Giuseppe
- Spazio Sport One
- Sporting Lodi
- Vigevano Nuoto

Girone 2
Emilia-Romagna
- Aquaria
- Cabassi Carpi
- Fondazione M. Bentegodi
- Lib. Vicenza N.
- POl. Coop Parma
- Pentathlon Moderno Modena
- Ravenna PN
- Reggiana Nuoto
- R.N. Bologna
- R.N. Verona
- U.P. Persicetana

Girone 3
Toscana
- Aquatica Torino
- Azzurra N. Prato
- Castelfiorentino N e PN
- Etruria Nuoto
- GS Aragno
- Nuoto Livorno
- Pallanuoto Mugello
- R.N. Imperia 57
- Safa 2000
- SG Andrea Doria

Girone 4
Marche
- Blu Gallery
- Club Aquatico Pescara
- Club L'Aquila Nuoto
- Fermo N e PN
- Jesina PN
- PN Pesarese
- PN Tolentino
- SGT Sport
- T.M. PN Moie
- Team Osimo Nuoto

Girone 5
Lazio
- Anguillara Nuoto
- Antares Nuoto Latina
- Aquademia
- Anzio N e PN
- Argentario Nuoto
- Athlon Roma
- Centumcellae PN
- Ede Nuoto
- Lib. Roma Eur PN
- Racing SC Roma
- R.N. Roma Vis Nova
- Roma Waterpolo
- Roman Sport City

Girone 6
Campania
- Circolo Villani
- Bio-Sport
- CS Brindisi
- Dream Team Salerno
- Ischia Marine Club
- Mediterraneo Taranto
- Pol. Oasi Salerno
- Nuoto 2000 Napoli
- Master Valenzano
- Sport Project
- Volturno SC

Girone 7
Sicilia
- Brizz Nuoto
- Cube
- Ossidiana Messina
- Guiness Catania
- R.N. Palermo 89
- SC Erea
- Sikelia Waterpolo
- WP Palermo

Girone 8
Sardegna
- Atlantide
- Esperia Cagliari
- Promosport

### Stagione 2018-2019
Le società iscritte al campionato 2018-2019 sono state 75, divise in otto gironi. La prima classificata dei raggruppamenti 1, 2, 3, 4, 5, 6, 8 è stata promossa in Serie B. Nel girone 5 si sono svolti dei play-off promozione, mentre nel girone 8 si è svolta una fase finale che ha coinvolto anche due squadre sarde. L'ottava promossa è stata vincente di uno spareggio tra le classificate nella 1ª posizione del girone 7 e nella 2ª posizione del girone 1.
Girone 1
Lombardia
- Aquatica Torino
- Canottieri Milano
- Bissolati Cremona
- Busto PN
- GAM Team
- Piacenza PN
- PN Treviglio
- Pol. UISP River Borgaro
- SaFa Sport
- S.C. Milano 2
- Spazio Sport One
- Sporting Lodi

Girone 2
Emilia-Romagna
- De Akker Team
- Coopernuoto
- Lib. Vicenza N.
- Pol. Coop Parma 1964
- Pentathlon Moderno Modena
- Ravenna PN
- R.N. Bologna
- R.N. Verona
- Sportivamente Belluno
- U.P. Persicetana

Girone 3
Toscana
- Albaro Nervi
- Azzurra N. Prato
- Dream Sport
- Etruria Nuoto
- GS Aragno
- Nuoto Livorno
- Florentia Sport Team
- SG Andrea Doria

Girone 4
Marche
- Blu Gallery
- Club Aquatico Pescara
- Fermo N e PN
- Gryphus S.C.
- Libertas R.N. Perugia
- PN Pesarese
- PN Tolentino
- Progetto S. Pescara
- SGT Sport
- T.M. PN Moie
- Team Osimo Nuoto

Girone 5
Lazio
- 3T Sporting Club
- Athlon Roma
- Campus Roma
- Casetta Bianca
- Ede Nuoto
- Lib. Roma Eur PN
- Racing SC Roma
- R.N. Roma Vis Nova
- Roma Waterpolo
- Roman Sport City

Girone 6
Campania
- Antares Nuoto Latina
- Aquademia
- Circolo Villani
- Azzurra 99
- Dream Team Salerno
- Ischia Marine Club
- Nuoto 2000 Napoli
- Sport Team 2000
- Waterpolis
- Volturno SC

Girone 7
Puglia
- Bio-Sport
- Fimco Sport
- Master Valenzano
- Mediterraneo Sport
- Sport E20
- Sport Project

Girone 8
Sicilia
- Atlantide
- Brizz Nuoto
- Ossidiana Messina
- Pegaso
- Promosport
- Synthesis
- Torre del Grifo
- Waterpolo Guinnes

### Stagione 2019-2020
Le società iscritte al campionato 2019-2020 sono state 78, divise in otto gironi. La prima classificata dei raggruppamenti 1, 2, 3, 4, 5, 6 e 7 sarebbe stata promossa in Serie B. L'ottava promossa sarebbe dovuta essere la vincente di uno spareggio nel girone 8 tra le vincitrici dei due sottogruppi di cui era composto. I campionati sono stati interrotti a causa della Pandemia da COVID-19.
Girone 1
Lombardia
- Aquatica Torino
- Canottieri Milano
- Bissolati Cremona
- GAM Team
- Libertas Virgiliana Mantova
- Pallanuoto Crema
- PN Treviglio
- Pol. UISP River Borgaro
- San Giuseppe
- S.C. Milano 2
- Spazio Sport One
- Waterpolo Novara

Girone 2
Veneto
- Fondazione M. Bentegodi
- Mestrina Nuoto
- Nuoto Vicenza Libertas
- Ondablu Pallanuoto
- Padova Nuoto
- Pol. Coop Parma 1964
- Pentathlon Moderno Modena
- Ravenna PN
- R.N. Bologna
- Sportivamente Belluno
- U.P. Persicetana

Girone 3
Toscana
- Azzurra N. Prato
- C.N. Marina di Carrara
- Etruria Nuoto
- GS Aragno
- Nuoto Livorno Sport Management
- Florentia Sport Team
- Firenze Pallanuoto
- Torre N.P. Pontassieve

Girone 4
Marche
- Blu Gallery
- Club Aquatico Pescara
- Fermo N e PN
- Gryphus S.C.
- PN Pesarese
- PN Tolentino
- SGT Sport
- Team Osimo Nuoto

Girone 5
Lazio
- C.S. Babel
- Centumcellae Pallanuoto
- Ede Nuoto
- F&D H2O
- Racing Nuoto Roma
- R.N. Roma Vis Nova
- Roma 2020
- Roma Waterpolo
- Roman Sport City
- Tyrsenia S.C.

Girone 6
Sardegna
- Antares Nuoto Latina
- Acqua Sport
- Aquademia
- Atlantide
- Promogest
- Promosport
- Sport Team 2000
- Virtus Flaminio Roma

Girone 7
Campania
- Azzurra 99
- Circ. Villani San Prisco
- Dream Team Salerno
- Nantes Club Vomero
- Ischia Marine Club
- Nuoto 2000 Napoli
- Play Off S. di Tempo Libero
- RN Napoli
- Swim Academy

Girone 8/a
Puglia
- Bio-Sport
- Cosenza Nuoto
- Icos Sporting Club
- Mediterraneo Sport
- Payton Bari
- Sport Project

Girone 8/b
Sicilia
- Aquarius
- Brizz Nuoto
- Ortigia Academy
- Sikelia Waterpolo
- Synthesis
- Torre del Grifo
- Waterpolo Guinnes